# Bajram Hashani
Bajram Hashani (ur. 21 sierpnia 1953 w Prisztinie) – jugosłowiański i kosowski bokser.

## Życiorys
Bajram Hashani rozpoczął trenowanie boksu w klubie KBx Prishtina. W wieku 15 lat został uhonorowany tytułem mistrza Jugosławii w boksie w kategorii juniorskiej, następnie brał udział w licznych turniejach bokserskich na terenie Jugosławii; jeden z ważniejszych odbył się w 1974 roku w Belgradzie.
W 1975 roku na Mistrzostwach Europy w Boksie, które odbyły się w Katowicach, Hashani wraz ze wschodnioniemieckim zawod nikiem Ulrichem Beyerem zajął III miejsce w kategorii lekkopółśredniej. Dzięki temu Hashani został pierwszą osobą narodowości albańskiej nagrodzonej brązowym medalem w boksie.
W latach 80. wyemigrował do Stanów Zjednoczonych i osiedlił się w Detroit, gdzie kontynuował karierę bokserską. Po jej zakończeniu pracował jako trener w jednym z amerykańskich klubów bokserskich.

## Życie prywatne
Miał brata, który zginął w Stanach Zjednoczonych w wypadku samochodowym.